# Chungcheong do Norte

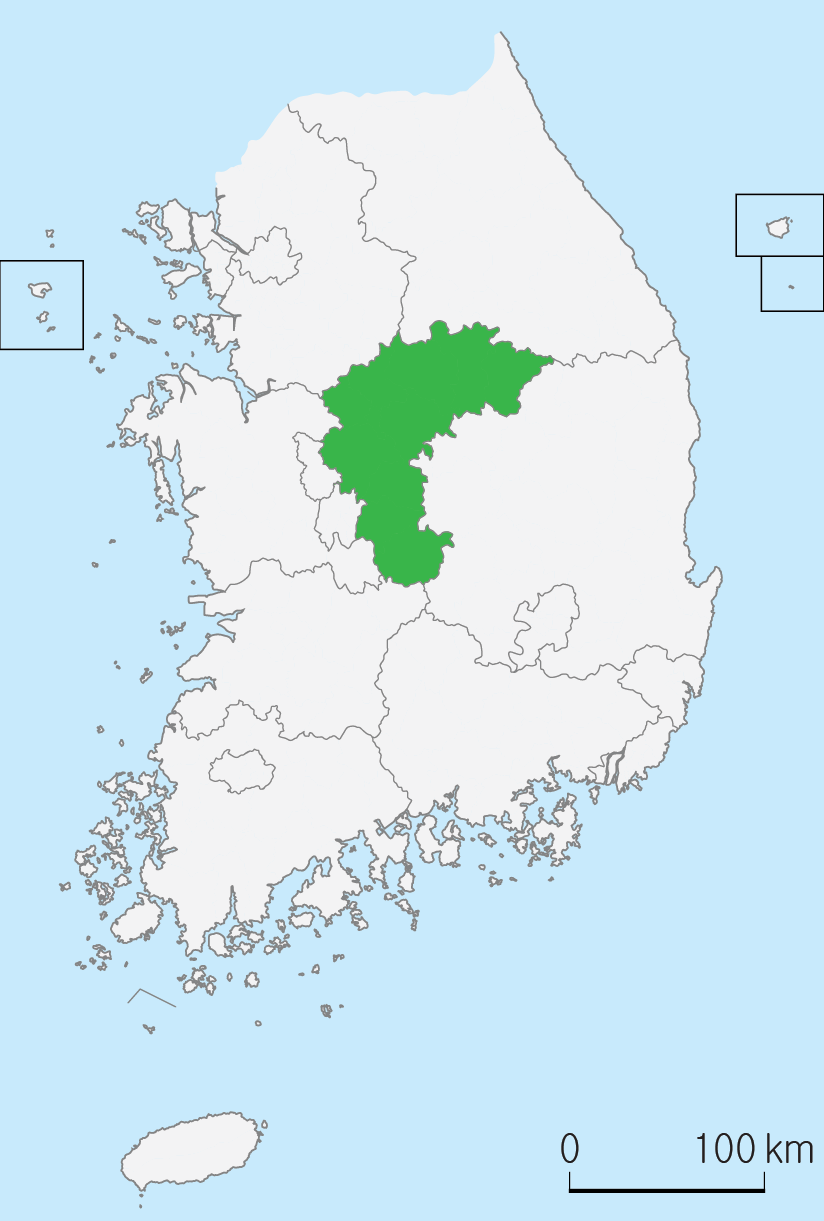
Localização de Chungcheong Norte

Chungcheong do Norte (em coreano 충청북도; 忠清北道; Chungcheongbuk-do) é uma província da Coreia do Sul, localizada no centro do país. Na anterior forma de transliteração (sistema de McCune-Reischauer): Ch'ungch'ŏng-pukto. A forma abreviada do nome é Chungbuk (충북; 忠北), anteriormente Ch'ungbuk.
A província foi criada em 1896, a partir da parte nordeste da antiga província de Chungcheong (忠清道; 충청도; Chungcheong-do). Chungcheong Norte tem uma área de 7 436 km² e uma população de 1 500 610 habitantes (2004). A capital é a cidade de Cheongju (청주시; 淸州市; Cheongju-si).
Predefinição:Chungcheong do Norte